# Hydroptila fuscina
Hydroptila fuscina är en nattsländeart som beskrevs av Harris 1985. Hydroptila fuscina ingår i släktet Hydroptila och familjen smånattsländor. Inga underarter finns listade i Catalogue of Life.